# Los accidentes del futuro
Los accidentes del futuro es el cuarto álbum de estudio del cantautor chileno Leo Quinteros, lanzado en 2007 de manera independiente y a través del sello alternativo Andes Empire Records.
En abril de 2008, la edición chilena de la revista Rolling Stone situó a este álbum en el 33.eɽ lugar dentro de los 50 mejores discos chilenos de todos los tiempos.
El disco fue desarrollado comunicándose a través de servicio portal entre las ciudades de Santiago de Chile, París y Leipzig, trabajando en conjunto con el baterista Cristián Sotomayor y el productor Mowat.

## Lista de canciones
| Los accidentes del futuro |                             |          |  |
| N.º                       | Título                      | Duración |  |
| 1.                        | «Heart attack»              |          |  |
| 2.                        | «Invisibilidad»             |          |  |
| 3.                        | «La enredadera»             |          |  |
| 4.                        | «Los accidentes del futuro» |          |  |
| 5.                        | «Pensilvania»               |          |  |
| 6.                        | «Mis propios papeles»       |          |  |
| 7.                        | «Por ahí van»               |          |  |
| 8.                        | «El reflejo del salar»      |          |  |
| 9.                        | «Mal agüero»                |          |  |
| 10.                       | «Condor in my heart»        |          |  |
| 11.                       | «Cajita»                    |          |  |
| 12.                       | «Créditos»                  |          |  |

## Créditos
- Leo Quinteros
- Mowat: arreglos de cuerdas para tema 3.
- Cristián Sotomayor: batería[2]